# Manuel Lavalleja
El capitán Juan Joaquín Manuel Eustaquio Lavalleja y de la Torre (Minas, 20 de septiembre de 1797 - Salto, 9 de julio de 1852) fue un militar uruguayo, soldado y oficial del general Gervasio Artigas.
«Servidor de la Independencia», fue uno de los Treinta y Tres Orientales.

## Biografía
Era hijo de Manuel Esteban Pérez de la Valleja Gómez (1757-1800) ―exmilitar y estanciero español acomodado, originario de la aldea de Bielva (en Cantabria)― y de Ramona Justina de la Torre Ábalos
―española también―.
Ellos tuvieron nueve hijos:
1) brigadier general Juan Antonio Lavalleja y de la Torre (Minas, 24 de junio de 1784 - Montevideo, 22 de octubre de 1853), quien sería presidente de Uruguay;
2) María Juliana Lavalleja y de la Torre (17 de febrero de 1787), casada con José de la Puente, viudo comerciante de Montevideo, quien de sus primeras nupcias tenía al menos una hija, Juana Faustina de la Puente González, quien se casaría con Manuel Lavalleja.
3) Josefa de la Cruz Lavalleja y de la Torre (13 de septiembre de 1785), casada con Felipe Iglesias, comerciante de Paysandú;
4) María Magdalena Lavalleja y de la Torre (22 de julio de 1788), casada con Gorgonio Aguiar, capitán de Artigas desaparecido en Paraguay.
5) Francisca Paula Lavalleja y de la Torre (9 de marzo de 1790), que falleció soltera, compañera inseparable de Ana Monterroso (la esposa del general Juan Antonio Lavalleja).
6) Fermín Benito Lavalleja y de la Torre (7 de julio de 1794), que falleció soltero en Melo.
7) Antonia Lavalleja y de la Torre (25 de abril de 1796), casada con Pedro Sierra, hermano de Atanasio Sierra, uno de los Treinta y Tres Orientales.
8) Marcelina Lavalleja y de la Torre (Minas, 25 de abril de 1796 - Paysandú, 27 de enero de 1880), que falleció soltera.
9) Juan Joaquín Manuel Eustaquio Lavalleja y de la Torre (Minas, 20 de septiembre de 1797 - Salto, 9 de julio de 1852), el biografiado en este artículo;
El 20 de agosto de 1826 se casó en Las Piedras con Juana Faustina de la Puente González, hija del cuñado de Manuel, el comerciante montevideano José de la Puente (quien estaba casado con su hermana María Juliana, diez años mayor que Manuel).
De este matrimonio no quedaron hijos.

### Actividad militar
Fue capitán durante la ocupación portuguesa a las órdenes de Rivera.
Emigró luego a Buenos Aires.
Regresó junto a su hermano Juan Antonio en la heroica cruzada de 1825, dentro del grupo de los Treinta y Tres Orientales.
Fue tomado prisionero por el ejército brasileño y enviado a Río de Janeiro.
Actuó luego de la Independencia como jefe político de la villa de Salto.
Manuel Lavalleja «murió del corazón, como todos los Lavalleja», en sus campos cerca de la desaparecida aldea de Cañas, en la región de Salto, siendo jefe político, el 9 de julio de 1852.

## Homenajes
- En la ciudad de Artigas ―en la frontera de Uruguay con Brasil― existe una calle con su nombre.[2]
- En la ciudad de Minas capital de Lavalleja también existe una calle con su nombre

También en la ciudad de Buenos Aires y en el partido de Lanús, Argentina.